# Dolichovespula maculata
Dolichovespula maculata – gatunek owada z rodziny osowatych (Vespidae), gatunek typowy rodzaju Dolichovespula. Występuje w Ameryce Północnej (Kanada i Stany Zjednoczone). Ubarwienie czarne z białymi deseniami. Jest podobna do Dolichovespula adulterina. Długość ciała dochodzi do 2 cm.